# Bianchi Anderloni

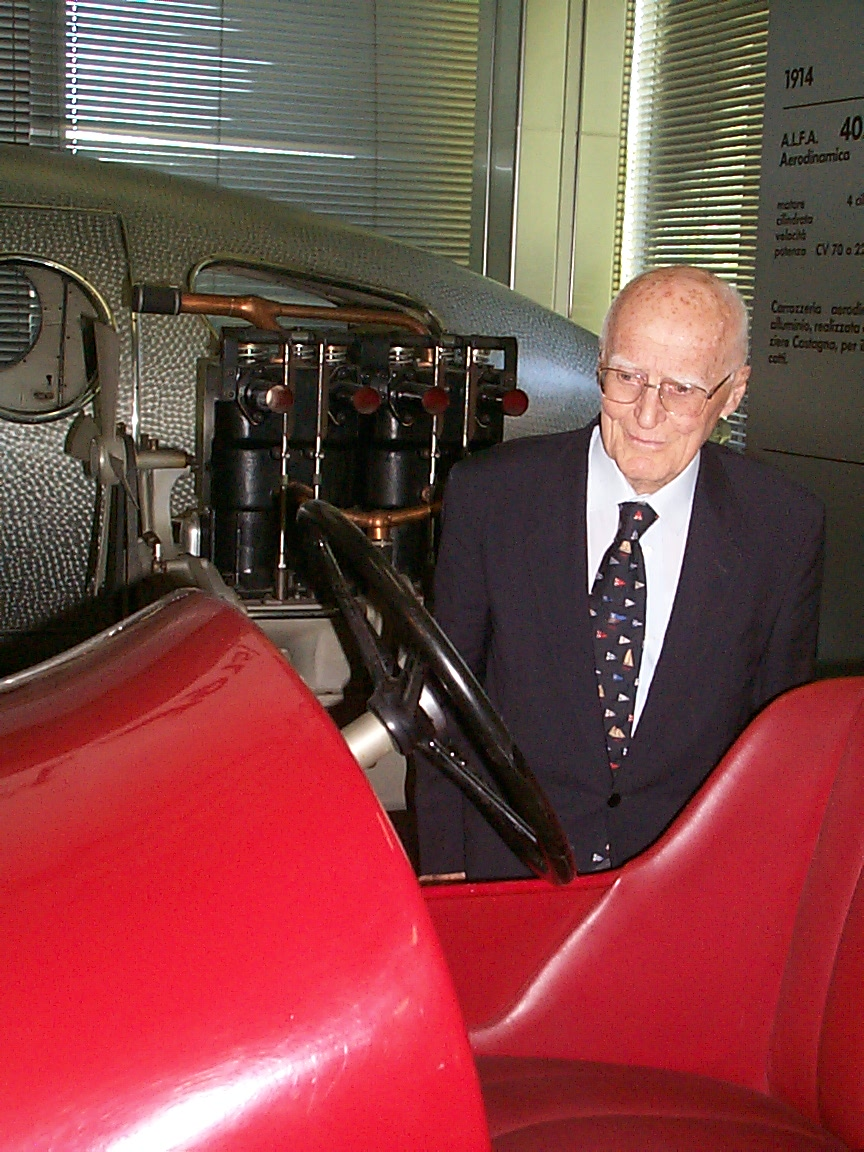
Anderloni im Werksmuseum Alfa Romeo in Arese, 2003

Dott. Ing. Carlo Felice Bianchi Anderloni (* 7. April 1916; † 7. August 2003) genannte „CiCi“ war italienischer Automobildesigner und Unternehmer.

## Leben
In den 1930er Jahren begann er seine Berufslaufbahn als Automobildesigner in der von seinem Vater, Felice Bianchi Anderloni (1882–1949), gegründeten italienischen Karosseriefirma Carrozzeria Touring Milano. Die Firma ist vor allem für die exklusiven Touring-Superleggera-Typen berühmt geworden, die in unter anderem auf den Plattformen von Alfa Romeo, Lancia, Ferrari, Maserati und Aston Martin hergestellt wurden. Er zählte von den 1930er bis in die 1960er Jahre zu den wichtigsten Karosserie-Designern in Italien. Berühmte Fahrzeuge waren zum Beispiel:
- Alfa Romeo 6C 2500 SS Coupé
- Alfa Romeo Coupé Villa d’Este
- Ferrari 166S
- Lancia Flaminia GT
- Maserati 3500 GT
- Maserati 5000 GT Scià di Persia
- Aston Martin DB4 und Aston Martin DB5
- Alfa Romeo 1900 Sprint
- Alfa Romeo 2000 Touring Spider
- Lamborghini 350 GT

Ende der 1960er Jahre musste er die Firma wegen Auftragsmangel schließen. Danach war er für Alfa Romeo beratend im Automobildesign tätig.
Über viele Jahre war er Präsident der Jury beim Concorso d’Eleganza Villa d’Este, dem in Europa berühmtesten Schönheitswettbewerb für klassische Oldtimer. Ihm zu Ehren wird dort seit 2004 ein Sonderpreis vergeben, der seinen Namen trägt. Außerdem führte er ab 1995 das Touring Register.